# Esfera misteriosa de los Betz
La denominada misteriosa esfera de los Betz es una pequeña esfera de metal que tiene un diámetro aproximado de unos 20 centímetros y una masa o un peso aproximados de unos 10 kilogramos. La misma ha llegado a ser el tema de algunas teorías conspirativas y ufológicas en particular.

## Contexto
El 27 de marzo de 1974 la familia Betz investigó un pequeño incendio que había tenido en unos arbustos cercanos a su propia casa en Fort George Island, en el sudoriental estado estadounidense de Florida.
Los mismos vivían en el punto más alto de la isla, en una vivienda llamada casa de Neff (nombre del propietario anterior, que nunca llegó a morar en esa vivienda en particular), un castillo de la década de 1920 en el estilo Tudor.
La familia estaba integrada por tres personas en particular, Antoine, Jerri y su hijo Terry, el cual encontró una pequeña esfera de metal del tamaño de una bola de boliche. Una de las primeras ideas que tuvieron al respecto fue que la bola habría sido una bala de cañón que habría sido dejada por parte de algunos conquistadores españoles del Nuevo Mundo. O incluso que podía llegar a tratarse de la parte o sección principal del satélite artificial soviético Sputnik I, el cual había sido lanzado al espacio exterior el 4 de octubre de 1957.
Los mismos decidieron llevar a la esfera de regreso a su propia casa.
Después los Betz se pusieron en contacto con la Armada de los Estados Unidos (US Navy) para intentar obtener respuestas al respecto, aunque los oficiales no se interesaron inicialmente y les dijeron que “la bola no era propiedad de los Estados Unidos”.

### Movimientos sospechosos
Varios días después, Terry estaba tocando la guitarra en su casa y la esfera pareció reaccionar al sonido de ese instrumento de cuerda en particular, haciendo un ruido zumbante que incluso asustó al propio perro de la familia. Más tarde notó que la propia esfera rodaba sola y que esta podía incluso cambiar de dirección por sí misma.
El hijo de la pareja comenzó a realizar algunos experimentos con la propia esfera en particular. Él no solo percibió que la esfera no solo hacía ruido cuando se la golpeaba con un martillo, sino que también descubrió que la propia esfera también se movía después de haber sido agitada o sacudida y colocada de regreso en el suelo.
La bola se habría movido sola varias veces, incluso aparentemente siguiendo a las personas por la casa por cuenta propia. Para la familia, la actividad de la misma era mayor en los días de sol y lo hacía en direcciones opuestas a la fuerza aplicada, incluso contrariando la propia fuerza de gravedad en particular. La esfera también emitía un sonido de baja frecuencia como si la misma tuviese un motor interno.
La colocaron sobre la mesa y vieron que la esfera recorrió el perímetro de la misma sin caerse. Las puertas golpeaban y comenzó a oírse un sonido de órgano sin que ni siquiera existiese uno de tales instrumentos dentro de la casa. En este punto en particular fue que la familia se terminó volcando hacia los medios de comunicación para saber qué era ese objeto desconocido. La familia Betz acabó guardando la esfera en una caja y apenas la sacaban para mostrársela a sus amigos y de esa manera “impedir que la bola rodase sola”.

## Análisis

### Estación Aérea Naval de Jacksonville
Algunos militares estadounidenses consiguieron convencer a los Betz para que les permitiesen poder analizar la esfera en particular y cuando terminó siendo llevada a la Estación Aérea Naval de la nororiental ciudad floridana de Jacksonville, los rayos X no conseguían penetrarla completamente, pero se descubrió que la bola en cuestión podía soportar 54.400 kilogramos) de presión, habiéndose asimismo encontrado una marca triangular en la parte superior de la misma.
Por su lado, Chris Berninger, el cual era portavoz de la Armada en particular, llegó a decir al respecto que la esfera no era un explosivo y que tenía un origen terrestre.
Mientras que el metalúrgico Fred Thomas que la analizó le dijo al periódico Palm Beach Post que tenía un alto grado de espesor, en acero inoxidable de media pulgada de grosor y que probablemente era hueca.
Al utilizarse rayos X de una potencia de 300 kilovatios fueron notados dos objetos internos que estaban rodeados por una aureola con cuatro polos magnéticos, un par positivo y el otro negativo.

### Omega Minus One Institute
El doctor Carl Wilson del denominado Omega Minus One Institute de la sureña ciudad estadounidense de Baton Rouge, en el estado de Luisiana, examinó el artefacto por cerca de seis horas y descubrió un campo magnético a su alrededor que generaba ondas de radio. Para ese investigador en particular había elementos radioactivos dentro que parecían desafiar las leyes de la física convencional.

### Panel delNational Enquirerde Nueva Orleans
El tabloide National Enquirer realizó un evento ufológico denominado “Panel Cinta Azul” (Blue Ribbon Panel) en la ciudad de Nueva Orleans, también en el meridional estado de Luisiana, adonde había científicos e ingenieros.
En el mismo estaba presente el doctor J. Allen Hynek, entonces profesor de astronomía de la Universidad del Noroeste (Northwest University) y uno de los más famosos ufólogos a nivel mundial. Aunque él mismo observó la esfera en particular, sin embargo no acabó quedando impresionado al respecto.
Hynek concordó con la explicación de la Marina de los EE. UU. de que era algo elaborado en la Tierra.
Por su parte, el doctor James Albert Harder, el cual formaba parte del Panel Cinta Azul y era un profesor del departamento de ingeniería civil de la Universidad de California en Berkeley dijo no haber notado ningún movimiento voluntario de la esfera. Él alegó que Hynek no podría tener certeza de que era un artefacto humano sin realizar tests o pruebas adicionales.
Los Betz depositaron su confianza en que Harder pudiese obtener algún que otro resultado definitivo al respecto, aunque no obstante, como en otros análisis anteriores, no le terminó trayendo explicaciones a la familia.
Algunas pocas fuentes citaron que Harder creía que las dos pequeñas esferas internas podían estar compuestas de uranio 238 y que, por lo tanto, si se la intentase abrir causaría una explosión y que, ante eso, los asustados Betz terminaron desapareciendo.
Mientras tanto, tal alegato bastante sorprendente no es relatado por ninguno de los periódicos de esa época de los que se tiene registro en particular, lo que levanta sospechas en cuanto a su eventual autenticidad.

### Skeptoid
Un análisis de 2012 realizado por Skeptoid (un podcast especializado en ciencia) reveló un análisis contemporáneo de los medios que indicaba que la esfera era una válvula antirretorno que tenía el formato de las producidas por parte de la empresa especializada Bell & Howell: su tamaño, peso y composición metalúrgica correspondían a los de la válvula de retención esférica de esa compañía.
Skeptoid también reveló un análisis del movimiento aparentemente autónomo de la esfera, observando que el objeto “quedó en silencio en exhibición dentro de la casa de los Betz por casi dos semanas, y no se ha relatado que alguna vez se haya movido por cuenta propia, excepto cuando alguien la tiró al piso para testearla”, y se refirió a un representante de la Armada de los Estados Unidos que opinó lo siguiente en particular: "Creo que es por causa de la construcción de la casa… Es antigua y tiene un piso de piedra desnivelado. La bola está casi perfectamente equilibrada y es preciso apenas un pequeño toque para hacerla mover o cambiar de dirección".
Por último, ese podcast en particular mencionó la trayectoria de un localmente conocido artista neomexicano llamado James Durling-Jones, que recolectaba chatarra metálica para poder usarlas después en sus propias esculturas. Él mismo relató haber llevado válvulas de retención esféricas sobre su propio minibús Volkswagen y haber “conducido por la región de Jacksonville en la Pascua de 1971, cuando algunas bolas rodaron del portaequipajes y se perdieron”. Skeptoid concluyó que ese era el origen de la esfera en particular.

## Algunas otras esferas misteriosas
- En la década de 1960, el ufólogo estadounidense J. Allen Hynek informó acerca de una bola de acero inoxidable que incluía magnesio puro y fue encontrada en Brasil.[7]
- Una esfera grande de 1,5 m de diámetro fue encontrada en un bosque de Bosnia y Herzegovina, incluyendo una gran cantidad de hierro y pareciendo ser de origen humano.[11]